# Gustaf Adolfskyrkan
För andra betydelser, se Gustav Adolfs kyrka.
Gustaf Adolfskyrkan är en kyrka belägen i norra delen av Gustaf Adolfsparken, på Östermalm i Stockholm. Kyrkan, som ritats av Carl Möller, invigdes 1892 av biskop Gottfrid Billing som garnisonskyrka för Svea livgarde, men tillhör numera Svenska kyrkan genom Oscars församling.

## Historik
Kyrkan uppfördes ursprungligen 1890–1892, efter ritningar av Carl Möller som garnisonskyrka för det då närliggande Svea livgarde. Stora delar av murnings- och träarbetena utfördes av regementets eget manskap. Den fick sitt namn efter kung Gustav II Adolf och invigdes på årsdagen av hans död 1892 i närvaro av Oscar II, kronprins Gustaf, prins Carl och prins Eugen.
Kyrkan fungerade som garnisonskyrka fram till 1928 då den andliga själavården vid de militära förbanden genom ett riksdagsbeslut 1925 praktiskt taget upphörde. Gustaf Adolfskyrkans existens var därefter hotad. Både rivning och ombyggnad för annat ändamål, bland annat biograf, var aktuellt under 1920-talet. Under några år var kyrkan uthyrd till Protestantiska Episkopalförsamlingen.
I och med tillkomsten av Gärdets bostadsbebyggelse norr om Valhallavägen under 1930-talet, blev kyrkan intressant för Oscars församling och har fungerat som en av dess kyrkor sedan 1938. Först 1964 övergick kyrkan genom köp i Oscars församlings ägo varefter kyrkorummet renoverades under ledning av arkitekten Björn Linn.

## Exteriör & interiör
Kyrkan ritades av arkitekten och hovintendenten Carl Möller som några år tidigare bland annat ansvarat för Sankt Johannes kyrkas utformning. I likhet med denna ritade Möller en tegelkyrka i nygotik, men i betydligt mindre skala. Planen på den i öst-västligt orienterade byggnaden är dock asymmetrisk enligt anglosaxiska influenser, med ett lägre sidoskepp i norr med ett kvadratiskt torn i nordväst som rymmer kyrkans huvudentré. Sakristian placerades i nordväst och i sydväst skjuter vapenhuset ut.
Fasaderna är av maskinslaget rött tegel på en sockel av granit. Den nygotiska västportalen föreställer Sankt Göran och draken och är, tillsammans med reliefen av Gustav II Adolf utförd i huggen kalksten. Två dominerande rosettfönster med kraftigt masverk i kalksten vetter mot öst samt väst. Kyrkklockorna göts 1893 i Stockholm av firman Backman & Co.
Interiörens väggar och tak var ursprungligen dekorerade med målningar av Agi Lindegren varav idag endast ett fåtal finns kvar. Väggarna är numera vitputsade. Konstnären Cecilia Bachér, född Boklund, utförde de spetsbågiga fönstren i norr och söder efter Möllers skisser. De porträtterar svenska kungar, slag och kompanimärken. Träarbetena i bland annat bänkinredning, predikstol och altaruppsats utfördes vid regementets slöjdskola av rekryter under ledning av den framstående träsnidaren löjtnanten John Klingspor.
Joakim Skovgaards målning Den gode herden fungerar som altartavla och är en deposition från Waldemarsudde.
Kyrkan är skyddad enligt 4 kapitlet lagen om kulturminnen.

## Orgel
- Innan 1935 användes ett harmonium i kyrkan.
- 1935–1944 användes en elorgel i kyrkan.
- 1944 byggde Åkerman & Lund, Knivsta en orgel med 12 stämmor.
- Den nuvarande orgeln är byggd 1969 av Åkerman & Lund, Knivsta och är en mekanisk orgel.

| Huvudverk I     | Bröstverk II      | Pedal        | Koppel |
| Principal 8´    | Gedackt 8´        | Subbas 16´   | I/P    |
| Rörflöjt 8´     | Spetsgamba 8´     | Principal 8´ | II/P   |
| Oktava 4´       | Koppelflöjt 4´    | Gedackt 8´   | II/I   |
| Gedacktflöjt 4´ | Principal 2'      | Koralbas 4´  |        |
| Waldflöjt 2'    | Nasat 1 1/3'      | Flöjt 4'     |        |
| Mixtur 4 chor   | Ters 4/5'         | Fagott 16'   |        |
| Corno 8'        | Scharf 2 chor     | Skalmeja 4'  |        |
|                 | Krumhorn 8'       |              |        |
|                 | Tremulant         |              |        |
|                 | Crescendosvällare |              |        |

## Bilder

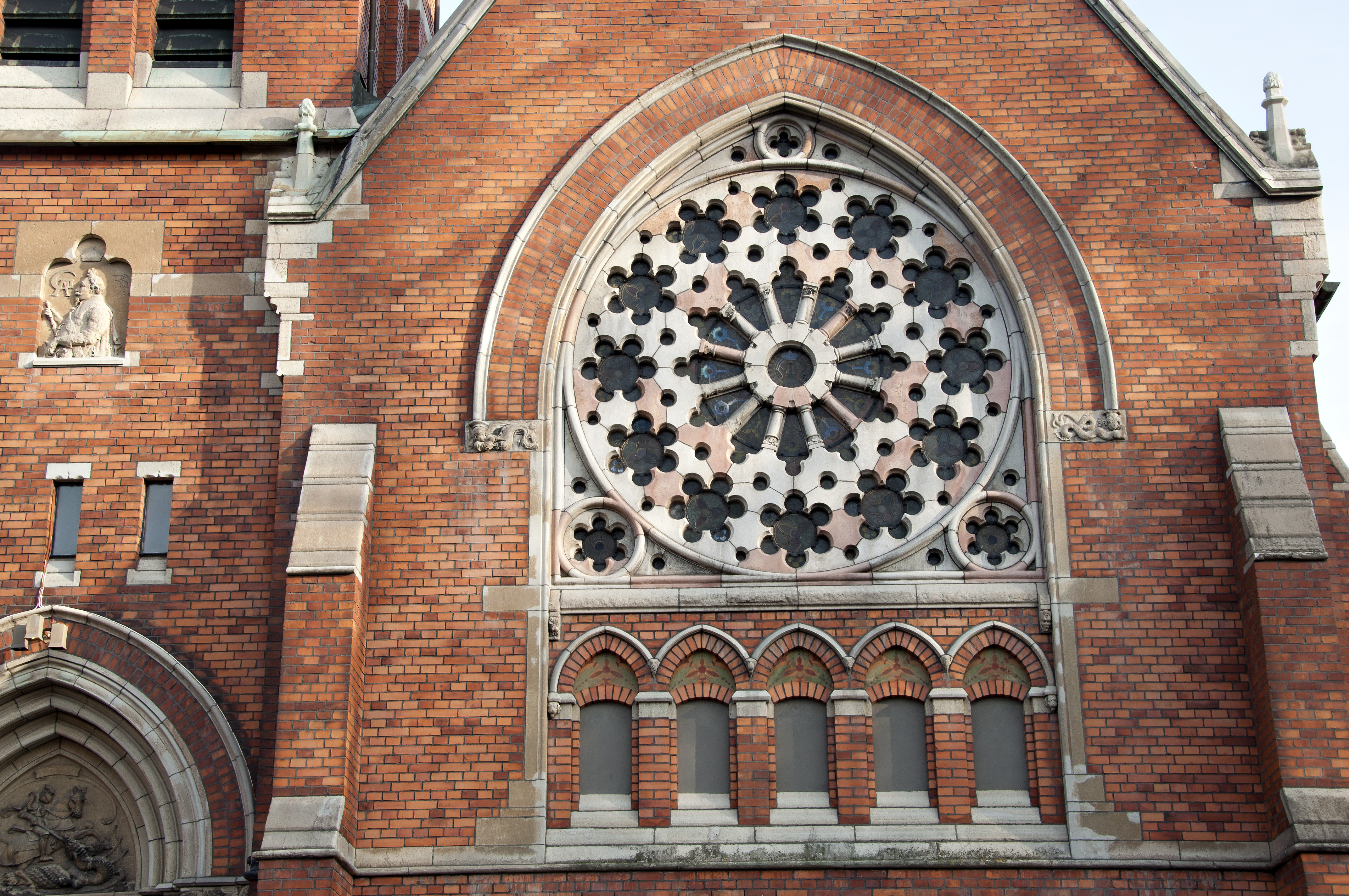
Rosettfönstret
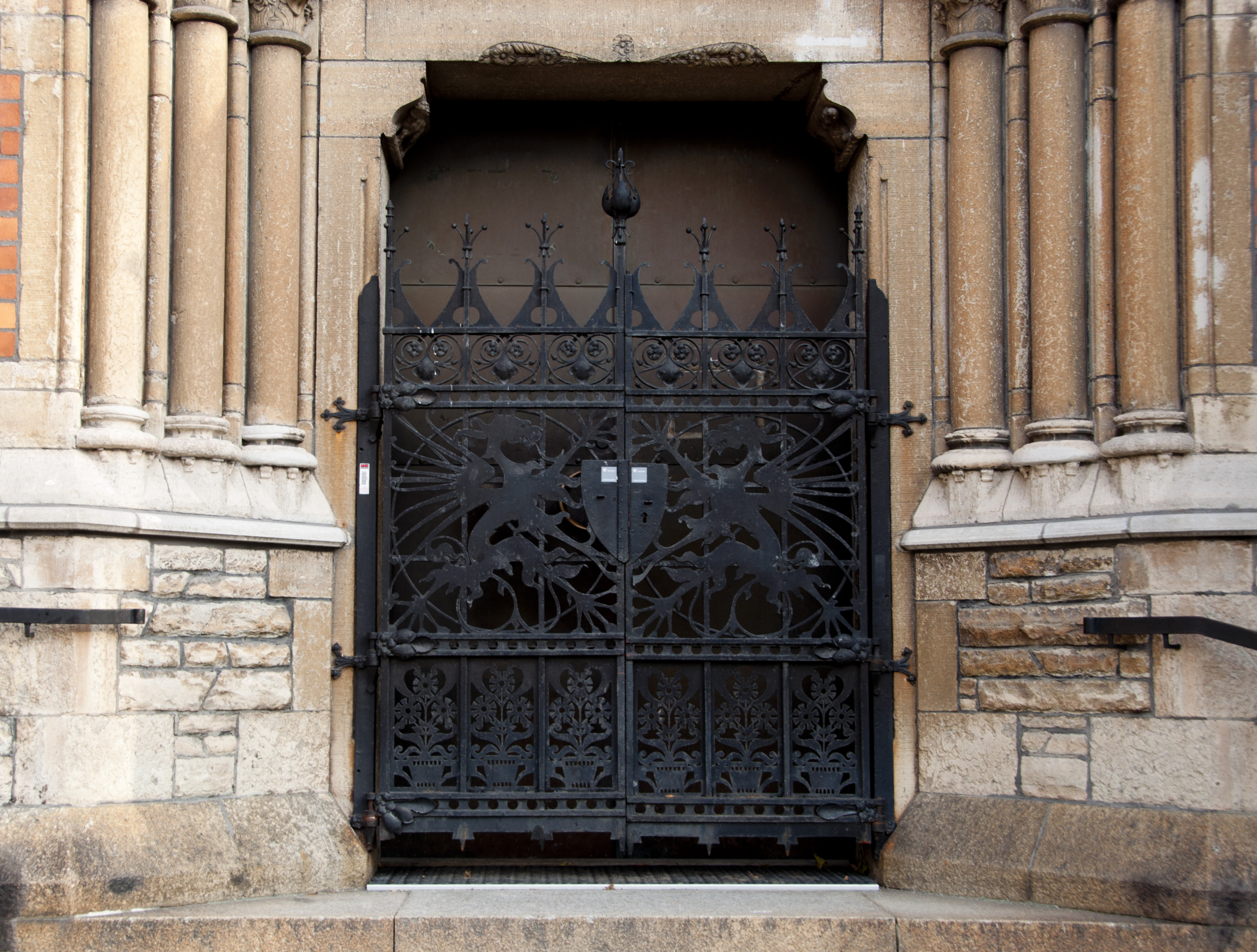
Grind
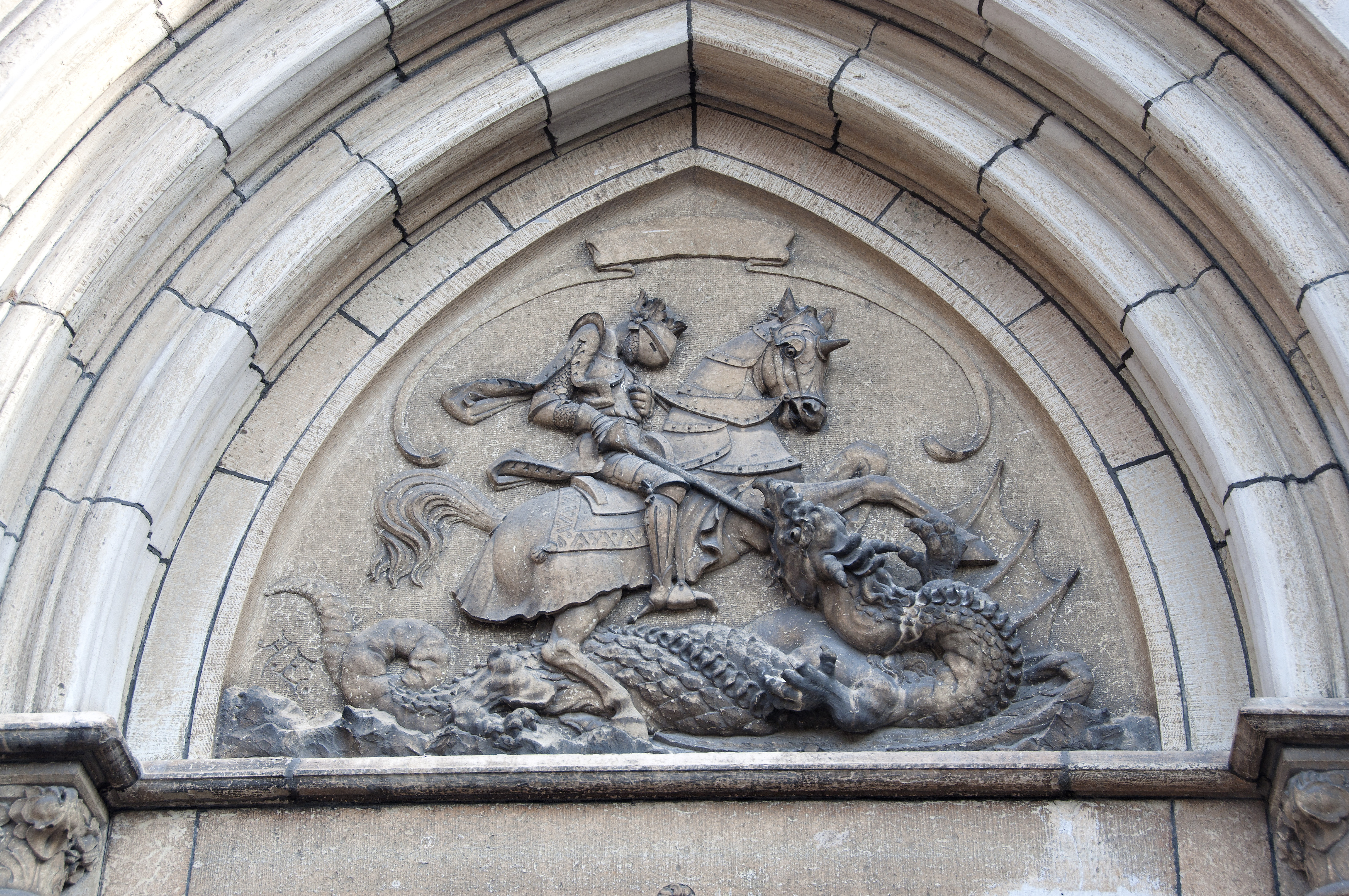
Sankt Göran och draken
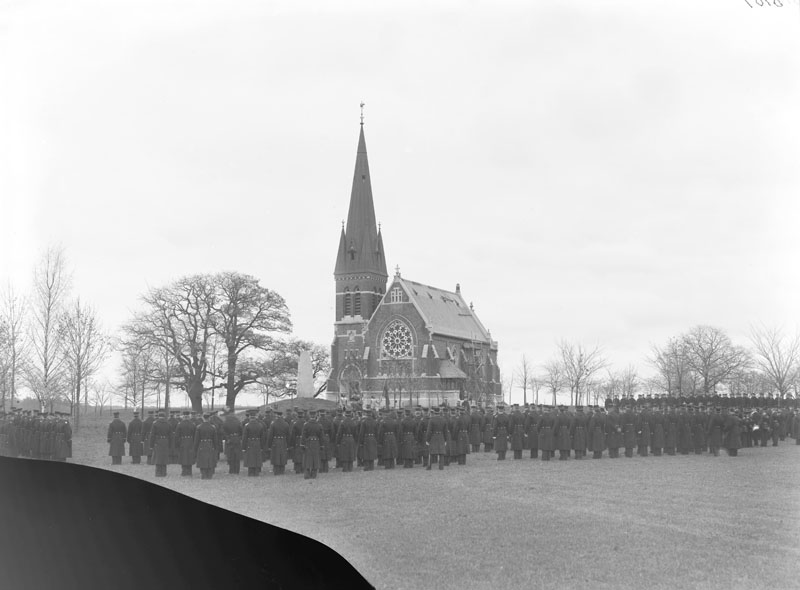
Livgardister framför kyrkan i början av förra seklet.